# Hexóxido de dicloro
El hexóxido de dicloro es un compuesto químico con la fórmula molecular Cl2O6 u O2Cl-O-ClO3, que es correcta para su estado gaseoso. Sin embargo, en estado líquido o sólido, este óxido de cloro se ioniza formando el compuesto iónico rojo oscuro perclorato de cloro o perclorato de dioxicloronio (V) [ClO
2]+
[ClO
4]−
, que puede considerarse el anhídrido mixto de los ácidos clórico y perclórico. Este compuesto es un notable agente perclorante. 
Se produce por reacción entre el dióxido de cloro y el exceso de ozono:
2 ClO
2 + 2 O
3 → 2 ClO
3 + 2 O
2 → Cl
2O
6 + 2 O
2

## Estructura molecular
Originalmente se informó de su existencia como trióxido de cloro monomérico ClO3 en fase gaseosa, pero más tarde se demostró que seguía siendo un dímero con puente de oxígeno después de la evaporación y hasta la descomposición térmica en perclorato de cloro (Cl
2O
4) y oxígeno. El compuesto ClO3 se redescubrió entonces. 
Es un líquido fumante de color rojo oscuro a temperatura ambiente que cristaliza como un compuesto iónico rojo, perclorato de cloro, [ClO
2]+
[ClO
4]−
. El color rojo indica la presencia de iones clorilo. Así, el estado de oxidación formal del cloro en este compuesto sigue siendo una mezcla de cloro (V) y cloro (VII) tanto en fase gaseosa como cuando se condensa; sin embargo, al romper un enlace oxígeno-cloro, parte de la densidad electrónica se desplaza hacia el cloro (VII).

## Propiedades
El Cl
2O
6 es diamagnético y un agente oxidante muy fuerte. Aunque es estable a temperatura ambiente, explota violentamente al entrar en contacto con compuestos orgánicos. Es un agente deshidratante muy potente.
Cl
2O
6 + H
2O → HClO
4 + HClO
3
Muchas reacciones en las que interviene el Cl
2O
6 reflejan su estructura iónica[ClO
2]+
[ClO
4]−
, incluyendo las siguientes:
NO2F + Cl2O6 → [NO2]+ClO4- + ClO2F
NO + Cl2O6 → [NO]+ClO4- + ClO2
V2O5 + 12 Cl2O6 → 4 VO(ClO4)3 + 12 ClO2 + 3 O2
SnCl4 + 6 Cl2O6 → [ClO2]2[Sn(ClO4)6] + 4 ClO2 + 2 Cl2
Reacciona con el oro para producir la sal de clorilo.
2 Au + 6 Cl
2O
6 → 2 [ClO
2]+
[Au(ClO
4)
4]−
 + Cl
2
Se preparan varios otros complejos de perclorato de metales de transición utilizando hexóxido de dicloro.
Sin embargo, también puede reaccionar como fuente del radical ClO3:
2 AsF
5 + Cl
2O
6 → 2 ClO
3AsF
5

## Síntesis
4 ClO
2 + 2 O
3 → 2 Cl
2O
6 + O
2 (bajo luz ultravioleta)